# Holman Williams
Holman Williams (Pensacola, 30 gennaio 1912 – 2 luglio 1967) è stato un pugile statunitense.
La International Boxing Hall of Fame lo ha riconosciuto fra i più grandi pugili di ogni tempo.

## Gli inizi
Pugile afroamericano, Williams iniziò a boxare tre i dilettanti nel 1928 come peso piuma e fece registrare una carriera di 38 incontri vinti.

## La carriera
Professionista dal 1932 come peso piuma, divenne uno dei welter e poi dei medi più brillanti della propria epoca, incontrando, tra gli altri, Charley Burley, Archie Moore, Marcel Cerdan e Jake LaMotta.
Morì a 55 anni, sorpreso nel sonno dall'incendio del club in cui lavorava.